# Li Sixun

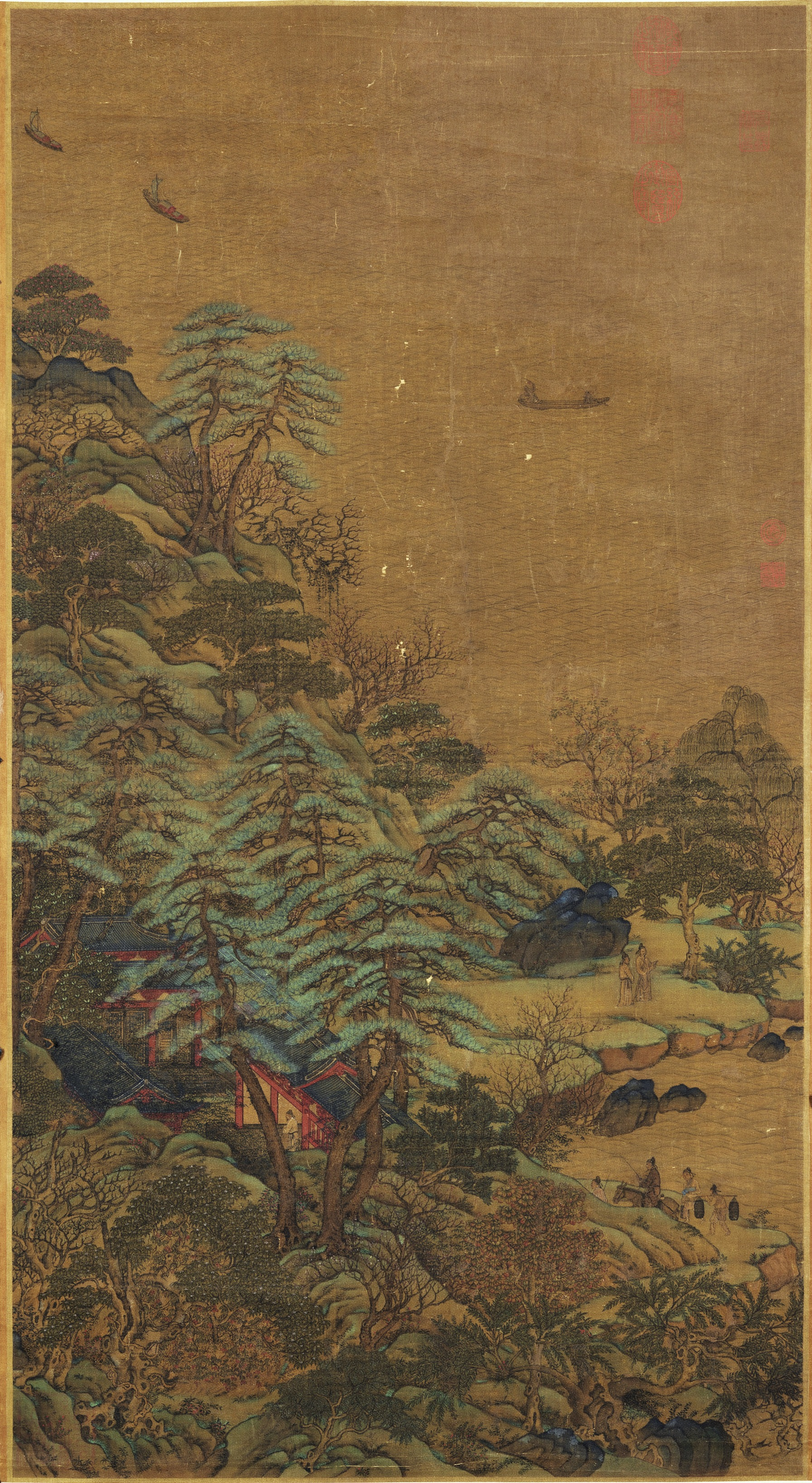
Pejzaż autorstwa Li Sixuna. Narodowe Muzeum Pałacowe w Tajpej

Li Sixun (chiń. 李思訓), znany też jako Li Jianjiang (chiń. 李建見); ur. 651, zm. 716 – chiński malarz żyjący w epoce Tang.
Spokrewniony z cesarskim rodem Tang, piastował wysokie urzędy cywilne i wojskowe. Jego syn, Li Zhaodao, także został malarzem. Li Sixun uważany jest za twórcę tzw. północnej szkoły malarskiej. Tworzył barwne pejzaże, charakteryzujące się bogatym nasyceniem odcieniami niebieskiego i zielonego (tzw. styl qinglu). Jego obrazy zachowały się tylko w późniejszych kopiach.